# Алегорія живопису і скульптури
«Алего́рія живо́пису і скульпту́ри» — картина італійського художника XVII століття Гверчіно.

## Алегорія
Алегорія, за тлумаченням словників, є зображення абстрактної ідеї (поняття) за допомогою якогось образу. Художники XVI–XVII століть обрали собі алегорію у вигляди молодої, привабливої жінки з пензлями і палітрою як втілення чеснот художників. А саме в Італії художники були універсально підготовлені і працювали водночас і як художники, і як скульптори, і як архітектори. Серед них — Бартоломео Амманаті, Леонардо, Баччо Бандінеллі, Браманте тощо. З'явилося три алегорії: «жінка-живопис» отримала пензлі і палітру, «жінка-скульптура» — молоток, долото і уламок скульптури, жінка-алегорія архітектури — циркуль, виску або ще щось, що нагадувало фах архітектора. Садово-паркова скульптура — алегорія архітектури — мала в руці креслення будівлі.
Сформувалося поняття трьох вільних мистецтв, куди якраз і увійшли алегорії архітектури, живопису і скульптури. Саме трьох жінок-алегорій трьох вільних мистецтв-намалював на своїй картині Бернардо Строцці (Ермітаж, Петербург).

## Картина Гверчіно
Художник звернувся до теми алегорій в пізній період творчості. Архітектура вимагала таких великих знань і навичок, що швидко відокремилась в окрем галузь. Все менше художників займалося водночас і скульптурою. 
Гверчіно подав на своїй картині тільки жінок — алегорій живопису і скульптури. Дві приємні жіночі постаті зручно розташовані в художній майстерні. Йде ділова і зацікавлена бесіда. В картині панують спокійна енергія і тиха грація, що доволі дивно. Адже це твір доби бароко, коли вимагали сміливих ракурсів, схвильованих почуттів і різких рухів. Але талановиті майстри доби довели, що і бароко може бути тихим, самозаглибленим, натхненим і без різких рухів, сміливих ракурсів і занадто бравурних почуттів. І серед цих майстрів — голландець Рембрандт, лотарінгець Жорж де Латур, фламандець Матіас Стомер, італієць Креспі. До кола творів цих уславлених майстрів треба додати тихий шедевр Гверчіно — «Алегорія живопису і скульптури».